# Eusceptis robertae
Eusceptis robertae är en fjärilsart som beskrevs av Todd 1966. Eusceptis robertae ingår i släktet Eusceptis och familjen nattflyn. Inga underarter finns listade i Catalogue of Life.